# 卡爾高原
76°56′S 162°20′E / 76.933°S 162.333°E
卡爾高原是南極洲的高原，位於維多利亞地的格蘭納特港西岸，處於麥基冰川終點以北，該高原由英國探險隊繪入地圖和命名。